# Benito Juárez, Simojovel
Benito Juárez är en ort i Mexiko.   Den ligger i kommunen Simojovel och delstaten Chiapas, i den sydöstra delen av landet, 700 km öster om huvudstaden Mexico City. Benito Juárez ligger 325 meter över havet och antalet invånare är 233.
Terrängen runt Benito Juárez är kuperad söderut, men norrut är den bergig. Benito Juárez ligger nere i en dal. Runt Benito Juárez är det ganska glesbefolkat, med 45 invånare per kvadratkilometer. Närmaste större samhälle är Simojovel de Allende, 6,6 km väster om Benito Juárez. I omgivningarna runt Benito Juárez växer huvudsakligen savannskog.